# Mont Ventoux

Masyw Mont Ventoux

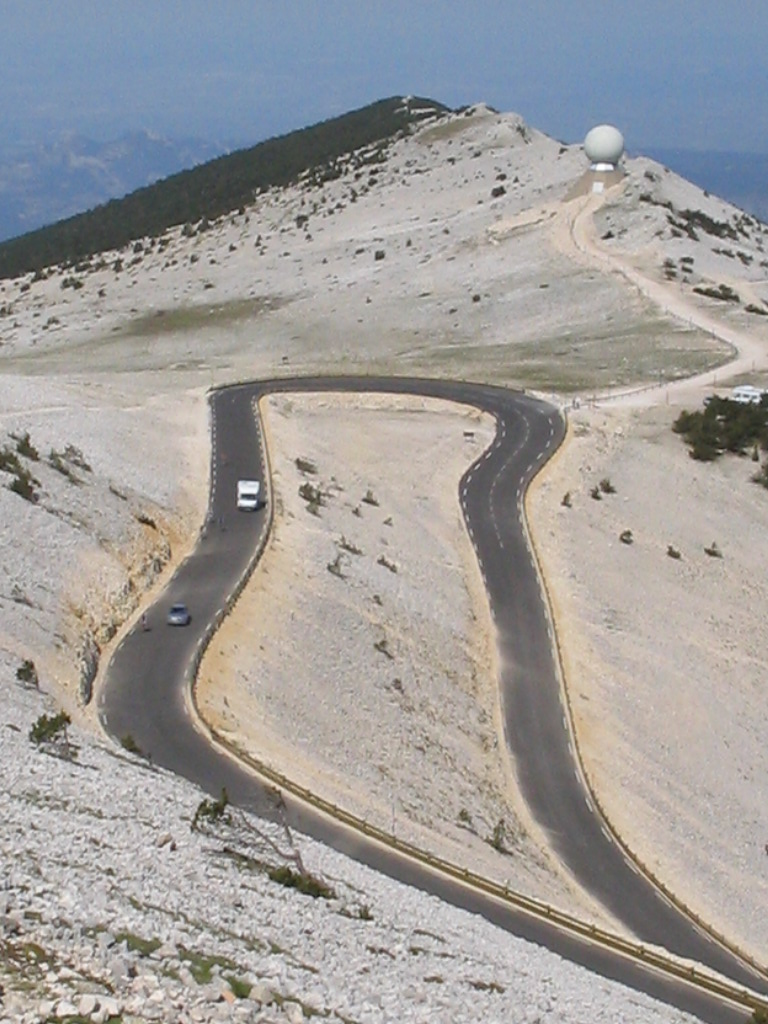
Patelnia poniżej szczytu – zwracają uwagę gołoborza

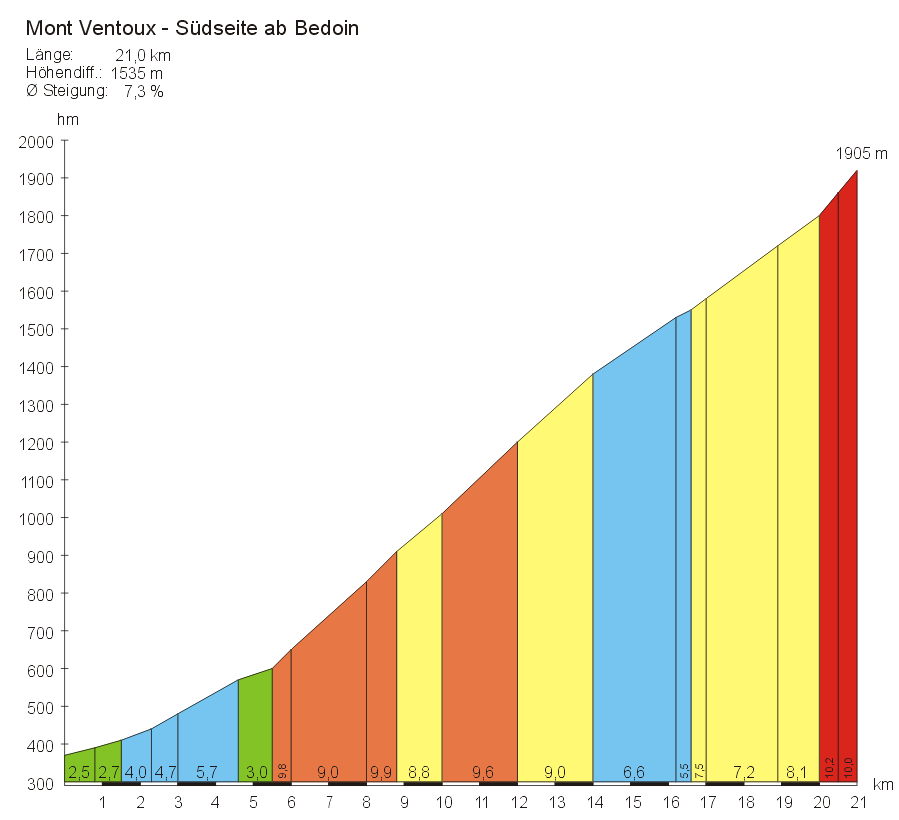
Profil nachylenia południowego podjazdu

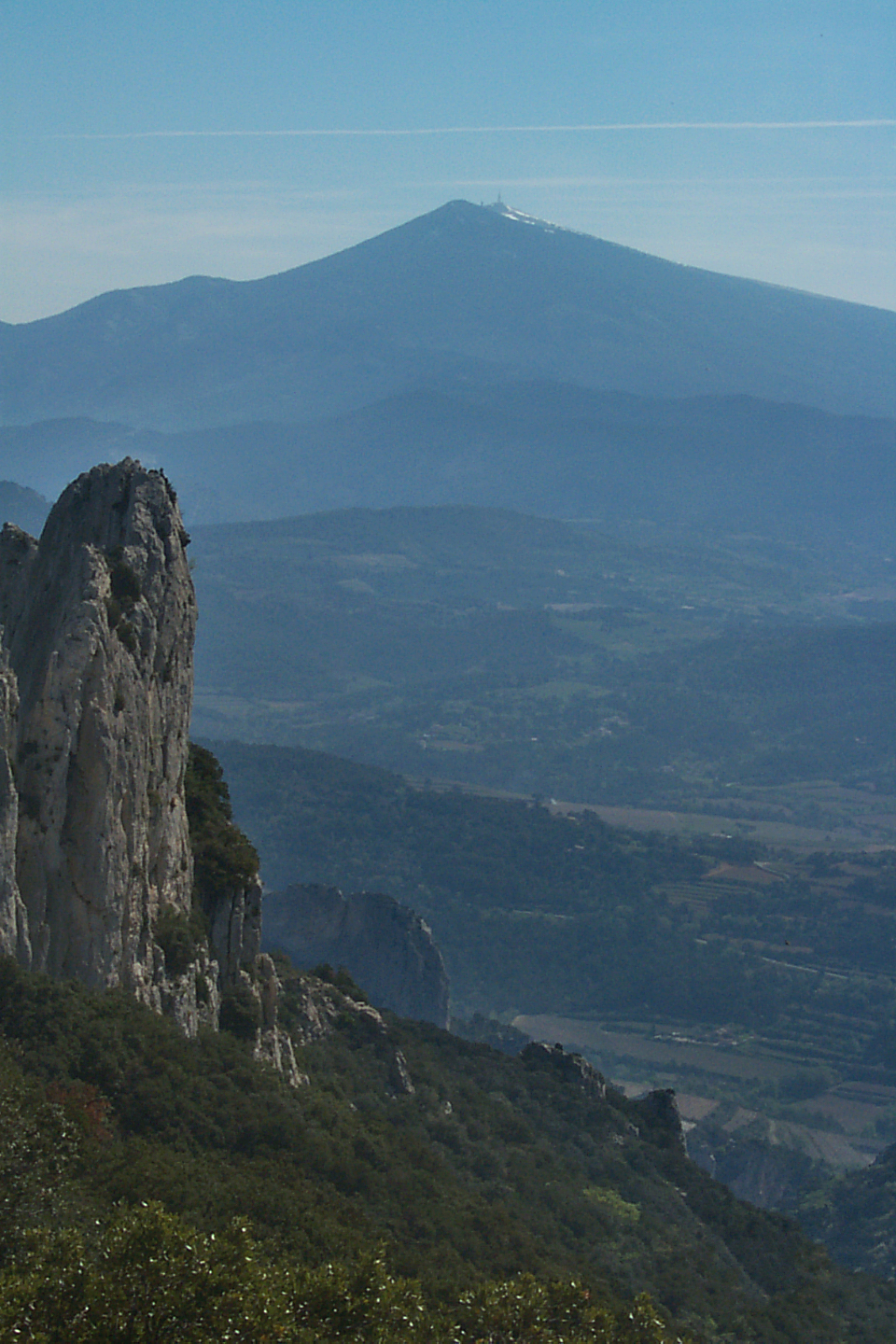
Widok na górę od strony zachodniej

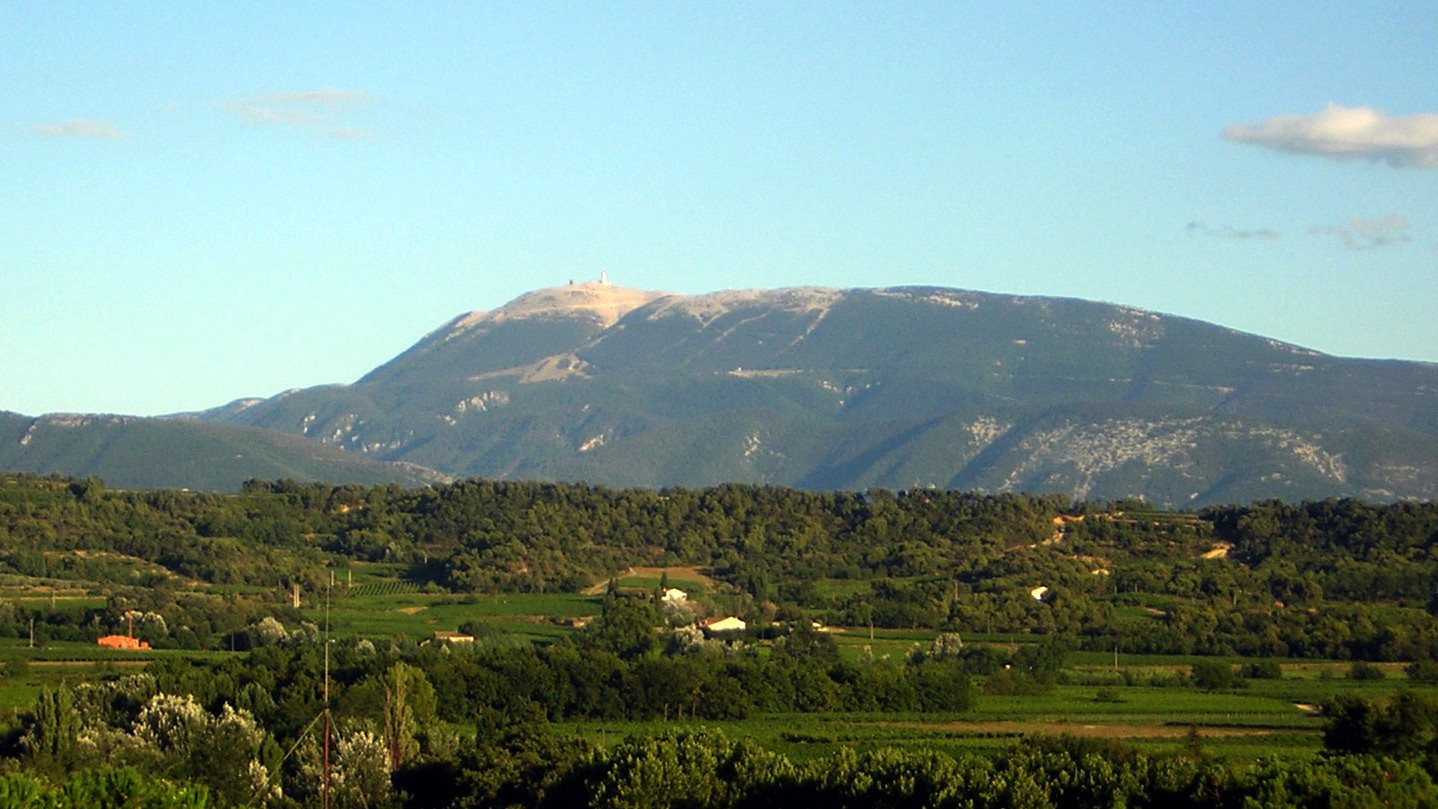
Widok na masyw od strony Mirabel-aux-Baronnies

Mont Ventoux (1912 m n.p.m., w innych źródłach 1909 m n.p.m.) – najwyższy szczyt masywu górskiego o tej samej nazwie we francuskich Prealpach Południowych, ok. 35 km na wsch. od Orange, we francuskim departamencie Vaucluse.
W języku oksytańskim góra nazywana była „Ventor” lub „Ventour”. Nazwa ta nawiązuje do preceltyckiego rdzenia went (późn. mont – góra) i oznacza w języku liguryjskim „Łysa Góra”. Tłumaczenie ventoux za francuskim jako „wietrzny” jest językowo niczym nieuzasadnioną reinterpretacją.
Popularnie znany jest pod nazwą „Géant de Provence” (z fr. Olbrzym Prowansji), gdyż samotny szczyt dominuje nad całą deltą Rodanu.

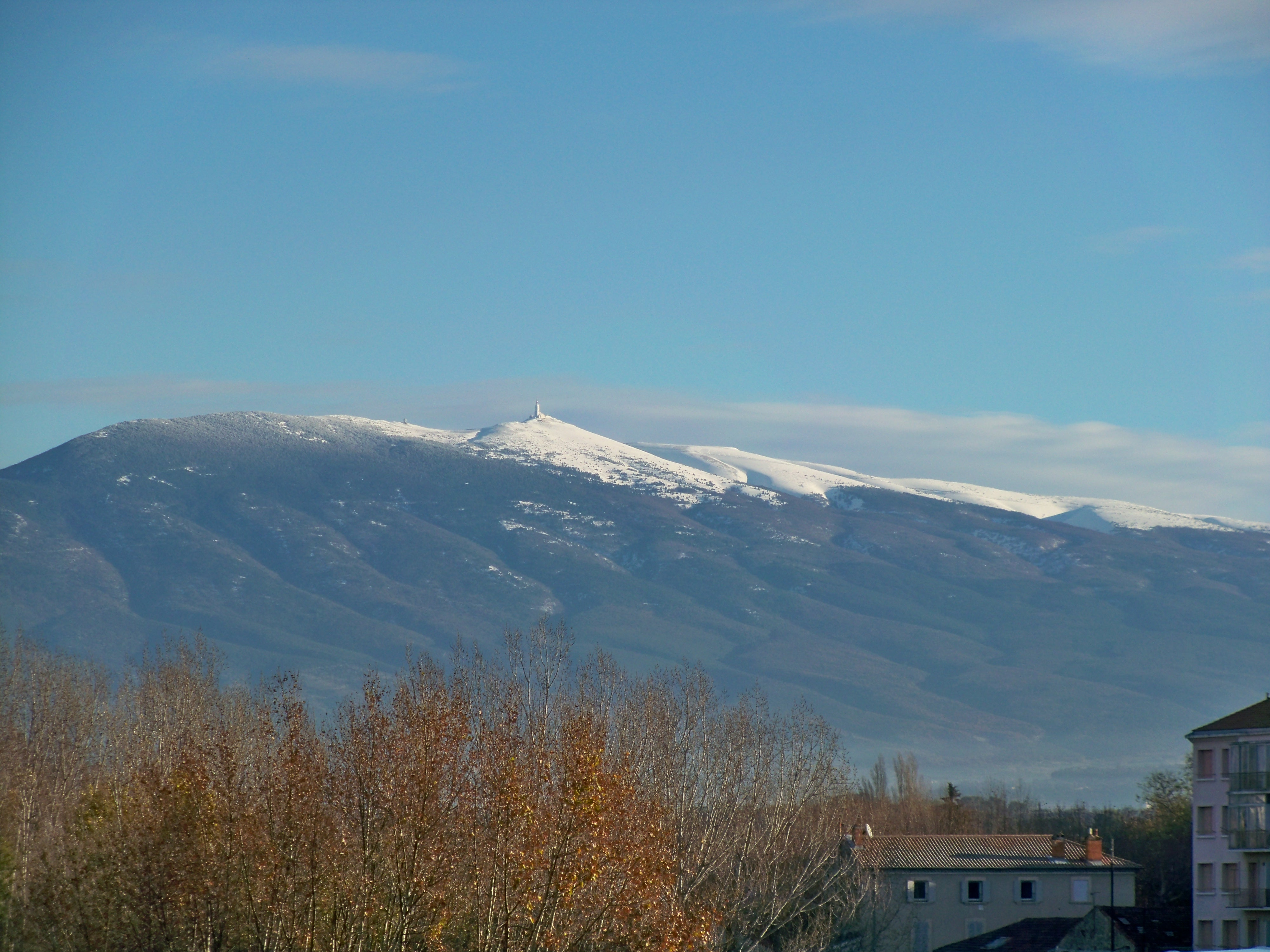
Ventoux zimą od południa: widok z Carpentras

## Geografia
Zbudowany głównie z wapieni, Mont Ventoux ma formę rozległego masywu rozciągniętego w linii wsch.-zach., poprzecznie w stosunku do osi pobliskiej doliny Rodanu, na długości blisko 23 km. Od pn. masyw ograniczony jest doliną rzeki Ouvèze, od pd. – doliną rzeki Nesque (obie zasilają Rodan). Ze względu na położenie na wsch. krawędzi doliny i znaczne oddalenie od innych wysokich masywów (Montagne de Lure, 1826 m, położona jest 40 km dalej na wsch.) masyw Mont Ventoux jest wystawiony na uderzenia wiatrów. Dotyczy to zwłaszcza porywistego, chłodnego mistrala, wiejącego z północy wzdłuż doliny Rodanu. W rejonie szczytu prędkość wiatrów często przekracza 100 km/godz., a notowano tu już prędkości przekraczające 300 km/godz. (20 III 1967 mistral 313 km/godz., 15 II i 19 XI 1967 morski wiatr z południa 320 km/godz.).

## Flora
Flora masywu Mont Ventoux za sprawą jego położenia, budowy geologicznej i ukształtowania jest bardzo bogata i urozmaicona. Liczy sporo ponad 1000 gatunków. Spotykane są tu zarówno zbiorowiska roślinne właściwe dla Laponii, z takimi gatunkami jak skalnice czy mak alpejski, jak i dla wybrzeży Morza Śródziemnego, z tymiankiem, lawendą i rozmarynem. Stoki południowe, suche i nasłonecznione, zwane w Prowansji adret, porośnięte są roślinnością śródziemnomorską. Typowymi gatunkami drzew są tu sosny, w tym sosna zwyczajna i sosna alepska oraz kilka gatunków dębów. W przedziale od 600 do 1200 m n.p.m. rośnie tu sosna czarna. Do ok. 800 m n.p.m. dochodzi zimozielony dąb ostrolistny, zaś od 600 do 1400 m n.p.m. rośnie pochodzący z Ameryki dąb biały. Stoki pn., znacznie chłodniejsze i otrzymujące większą ilość opadów, zwane tu ubac, pokryte są zbiorowiskami roślinnymi typowymi dla środkowej Europy, w tym lasami bukowo-świerkowymi, sięgającymi tu 1700 m n.p.m. Partie szczytowe, zwłaszcza po stronie pd., są prawie zupełnie pozbawione roślinności.
Od XII do XVIII w. wielkie ilości drewna ze stoków Mont Ventoux zużywały francuskie stocznie, zwłaszcza stocznia marynarki wojennej w Tulonie. Doprowadziło to do ogromnego przetrzebienia lasów: w połowie XIX w. na skutek niekontrolowanej wycinki południowe stoki góry były już prawie całkowicie wylesione. Ich ponowne zalesianie rozpoczęto w 1858 r. z inicjatywy mera położonej u ich stóp miejscowości Bedoin, Josepha Eymarda. Poczynając od 1861 r. z inicjatywy M. Tichadou, inspektora francuskiego państwowego Zarządu Wód i Lasów, rozpoczęto obsadzanie zboczy masywu przy użyciu m.in. sprowadzonych z gór Atlasu nasion cedru atlantyckiego. Obecnie znajduje się w tym rejonie największy w Europie kompleks lasów cedrowych o powierzchni ok. 800 ha.
UNESCO utworzyło w 1990 roku na terenie Mont Ventoux rezerwat biosfery o powierzchni 90 tys. ha, aby zapewnić przetrwanie różnorodności roślin tam występującej.

## Historia
Od wieku XIV do połowy wieku XIX cały masyw był intensywnie wykorzystywany jako tereny wypasowe dla owiec. Wraz z postępującymi wyrębami lasów (patrz wyżej) sezonowe pasterstwo zajmowało coraz większe tereny, skutecznie uniemożliwiając ich ponowne zalesienie. Obecnie w niższych położeniach uprawiana jest winorośl, różnorodne zioła do zastosowań kulinarnych i leczniczych, lokalnie warzywa. Popularne jest zbieranie grzybów, w tym występujących tu trufli. Rozpowszechnione jest pszczelarstwo.
26 kwietnia 1336 roku na wierzchołek Mont Ventoux wszedł poeta Francesco Petrarka w towarzystwie brata Gherardo i paru sług. Tę wyprawę opisał w liście do przyjaciela, ale zarówno ten opis, jak i jego przedmiot budzą kontrowersje. Ponieważ poeta, jak podaje w swoim liście, podjął trud wspinaczki wiedziony ciekawością widoków uważany bywa za „duchowego ojca alpinizmu”. Petrarka znalazł wielu naśladowców, między innymi Eneasza de Piccolominiego (późniejszego papieża Piusa II), a znacznie później francuskiego pisarza noblistę Frédérica Mistrala.
Francuskiemu przyrodnikowi Jean-Henri Fabre’owi góra służyła jako biologiczne laboratorium na wolnym powietrzu, leżące praktycznie przy drzwiach od jego domu, obejmujące prawie wszystkie europejskie strefy klimatyczne i wegetacyjne.
W XV w. na szczycie góry zbudowano kaplicę pod wezwaniem Świętego Krzyża. Od 1882 r. funkcjonuje tu obserwatorium meteorologiczne. Obecnie dominantą szczytu jest wysoki na 50 m nadajnik telewizyjny.

## Turystyka
Sam szczyt jest jednym z niewielu miejsc, z których przy dobrej pogodzie i widoczności jednocześnie można zobaczyć Morze Śródziemne oraz najwyższe szczyty Alp i Pirenejów.
Początki narciarstwa w masywie sięgają 1923 r., kiedy to mieszkańcy niedalekiego Carpentras: Pierre de Champeville, Eugène Reynard i Pierre Rey zorganizowali pierwsze wycieczki narciarskie i rozpoczęli wytyczanie i znakowanie tras narciarskich. Po kilku latach zostały „odkryte” dla narciarstwa silnie rozczłonkowane, pn. stoki masywu o grubej i stosunkowo długo utrzymującej się pokrywie śniegowej. W 1930 r. zainstalowano tu dwa pierwsze mechaniczne wyciągi narciarskie typu zaczepowego (napęd liny stanowiły silniki spalinowe zdemontowane z ciężarówek).
Dziś na pn. stokach góry na wysokości 1400–1800 m n.p.m. działa zimą ośrodek narciarski Mont Serein. Jest to jeden z najstarszych ośrodków narciarskich w całej Francji, funkcjonujący nieprzerwanie od 1930 r. Pierwsze współczesne wyciągi orczykowe zainstalowano tu w latach 60. XX w. Od 1992 ośrodek prowadzi l’Association pour le Développement et la Promotion du Mont Ventoux (Stowarzyszenie na rzecz Rozwoju i Promocji Mont Ventoux – A.D.P.M.V).
Obecnie w ośrodku jest 8 wyciągów narciarskich o łącznej długości 4,1 km i deniwelacjach od 30 do 400 m, 12 km tras zjazdowych, 7 km tras do narciarstwa biegowego, 8 km tras wycieczek na rakietach śnieżnych, stok narciarski i saneczkowy dla dzieci z własnym wyciągiem typu „ruchomy chodnik”, a także kilka niewielkich hoteli górskich.

## Kolarstwo
W 1951 roku po raz pierwszy poprowadzono trasę Tour de France przez Mont Ventoux. Mimo że do dziś tylko 15 razy kolarze podjeżdżali na szczyt tej góry (ostatnio w latach 2009 i 2013), stała się ona legendarnym podjazdem i razem z Col du Galibier, Col du Tourmalet oraz L’Alpe d’Huez należy do „świętych gór” Wyścigu Dookoła Francji.
Najcięższą z trzech możliwych dróg prowadzących na szczyt jest droga z Bedoin od strony pd.-zach. Podjazd liczy ok. 21 km, z różnicą wysokości ponad 1600 m, o średnim nachyleniu 7,6%.
Poza dużym kątem nachylenia dużą trudnością dla kolarzy na Mont Ventoux jest to, że wierzchołek jest pozbawiony roślinności, co powoduje że latem panuje tam duży skwar i wieje silny wiatr.
W 1967 roku doszło na Mont Ventoux do tragicznego wydarzenia:

13 lipca angielski kolarz, mistrz świata Tom Simpson na krótko przed wierzchołkiem opadł z sił, spadł z roweru i zmarł na miejscu, mimo akcji lekarzy i ratowników medycznych. Ciało kolarza przetransportowano do szpitala w Awinionie. Jak się okazało, w kieszonce koszulki miał puste opakowanie po amfetaminie, a w krwi znaleziono także niewielkie ilości alkoholu.
Trzy lata później, w 1970, Eddy Merckx na drodze do swojego drugiego zwycięstwa w Tourze wygrał etap kończący się podjazdem na Mont Ventoux. Na podjeździe jednak tak wyeksploatował organizm, że po przejechaniu linii mety zemdlał i musiano mu podać tlen.
Przez szczyt prowadzi także trasa innego wyścigu kolarskiego – Critérium du Dauphiné Libéré. 11 czerwca 2009 roku V etap tego wyścigu z metą na Mont Ventoux wygrał Polak Sylwester Szmyd z grupy Liquigas. Było to jego pierwsze zwycięstwo w dotychczasowej karierze.
Zwycięzcy etapów Tour de France na Mont Ventoux:
- 2016 Thomas De Gendt  Belgia etap skrócony do „chalet Reynard” (1417 m n.p.m.) z powodu huraganu w górnej części szczytu
- 2013 Chris Froome  Wielka Brytania
- 2009 Juan Manuel Gárate  Hiszpania
- 2002 Richard Virenque  Francja
- 2000 Marco Pantani  Włochy
- 1987 Jean-François Bernard  Francja (jazda na czas)
- 1972 Bernard Thévenet  Francja
- 1970 Eddy Merckx  Belgia
- 1965 Raymond Poulidor  Francja
- 1958 Charly Gaul  Luksemburg (jazda na czas)

Zwycięzcy na górskich premiach:
- 1994 Eros Poli  Włochy
- 1974 Gonzalo Aja  Hiszpania
- 1967 Julio Jiménez  Hiszpania
- 1955 Louison Bobet  Francja
- 1952 Jean Robic  Francja
- 1951 Apo Lazarides  Francja

W 2019 na trasach Mont Ventoux odbył się pierwszy, jednoetapowy wyścig Mont Ventoux Dénivelé Challenge, który ma być organizowany corocznie.
Zwycięzcy „Mont Ventoux Dénivelé Challenges”
- 2020 Aleksandr Własow  Rosja
- 2019 Jesús Herrada  Hiszpania

## Motoryzacja
W latach 1902–1976 rozgrywany był na Mont Ventoux wyścig górski na trasie prowadzącej z Bedoin na szczyt.